# 大岡優一郎
大岡 優一郎（おおおか ゆういちろう、1966年6月30日 - ）は、テレビ東京ホールディングス内部監査室部長。元ＮＨＫアナウンサー。元テレビ東京アナウンサー。編成局アナウンス部長、放送番組審議会事務局長、編成局番組審査部長、BSテレ東編成局考査部長を歴任。芝浦工業大学工学部非常勤講師。

## 人物
生糸の染色を専門とする祖父が戦後にフランス・リヨンに派遣されたことに伴い、一族の多くがフランスで暮らす環境で育った。
東京都立国立高等学校、慶應義塾大学法学部政治学科卒業後、1991年にNHKにアナウンサーとして入局、甲府、宇都宮放送局勤務を経て退職後、フランス・リヨン第3大学大学院留学を経て、1996年にテレビ東京パーソナリティー室へ移籍。その後は主に報道番組のキャスターを務めた他、リポーター、ナレーション業務を数多く受け持った。2011年から2015年まで編成局アナウンス部長。2020年6月17日付で現職。
幼少時からフランス語に親しみ、フランスの大学院への留学経験もあることからフランス語に堪能であり、フランス人著者の本なども翻訳・出版している。フランスのNGO「国境なき記者団」を初期に日本に紹介した人物の一人。日本人のキャスターとしては珍しく、ニュース番組やバラエティ番組の中でアラン・ジュペやレイモン・バールなどの元首相のほか、マリオン・コティアール、サビーヌ・アゼマ、キャロル・ブーケといった女優などフランスの多くの著名人に通訳を介さずにインタビューをしている。テレビ東京の自身のプロフィールのおすすめの本の欄では、保守系の著書が多くを占めている。
2012年には極東国際軍事裁判フランス代表判事アンリ・ベルナールを取り上げた『東京裁判 フランス人判事の無罪論』を文春新書から刊行し、それまでインドのパール判事礼賛一辺倒だった保守論壇に一石を投じた。

## 過去の担当番組
NHK在籍時代
- イブニングネットワークやまなし（キャスター 1992.4-1995.7）
- NHKやまなしスペシャル（リポーター、ナレーター）
- くらしの情報（NHK甲府キャスター）
- 小さな旅
- きょうの料理
- NHKニュースモーニングワイド（リポーター）
- 「キャロリン窪田のワンポイント英会話」（NHK甲府・司会）
- 首都圏ネットワーク（リポーター）
- 全国高等学校野球選手権大会山梨県大会（実況・リポーター）
- 全国高等学校野球選手権大会栃木県大会（実況・リポーター）

テレビ東京時代
代表番組
| 期間       | 期間      | 番組名                         | 役職 |
| ---------- | --------- | ------------------------------ | --- |
| 1996年10月 | 1997年9月 | NEWSヘッドライン               | キャスター                                                                                               |
| 1997年10月 | 1999年9月 | TXNニュースワイド 夕方いちばん | 月～金曜日メインキャスター                                                                               |
| 2004年4月  | 2008年9月 | NEWS MARKET 11                 | ニュース担当 ※2007年3月まで月曜日担当、同年4月から2008年3月まで月～木曜日担当、同年4月から月～水曜日担当 |
| 2010年10月 | 2012年3月 | MADE IN BS JAPAN（BSジャパン） | 台湾編リポーター                                                                                         |

イレギュラー・バラエティ・音楽・経済関連番組・その他
- ワールドビジネスサテライト（大浜平太郎の代役およびリポーター）- 後年には『スミスの本棚』ナレーションも担当
- 素敵にワイド!ほっと10（ニュース担当）
- わっ!つNew（ニュース）
- 週刊経済王（キャスター 2001.4-2001.9）
- 株式ワイド オープニングベル（リポーター、2003）
- レディス4（柴俊夫の代役、2005.9.5-9.9）
- 速ホゥ!（赤平大アナの代役、2006.8.7-8.9／2007.9.17-9.21）
- トーキョーライブ24時～ジャニーズが生で悩み解決できるの!？（リポーター）
- 皇室特番（ナレーション）
- アナラボ（アナウンス部長として不定期出演）
- ホリペイ（ナレーター）
- アリケン（ナレーター）
- ミューズの晩餐 My Song, My Life（コンシェルジュ役、2009.4.4-2011.3.26）
- 新春ワイド時代劇「白虎隊～敗れざる者たち」（ナレーション、2013年1月2日）
- みんなとてれと（キャスター）
- BSミステリー9「ハマの子宝先生24時　殺意の産声」（ニュースキャスター役、2006年7月9日）
- NCIS ネイビー犯罪捜査班（米ドラマ、ナレーション、2013年～2015年）
- ピラメキーノ（天の声）
- 嵐山書庵（生徒役、BSジャパン　2009）
- Love Earth 地球遺産の旅（BSジャパン、ナレーション）
- Bloody Tube（MC、2013年6月15日）
- 有田&山崎のひきだし太郎（ナレーター）
- 文豪の食彩（ナレーション、2014年3月30日）
- 世界で最も描かれた女　シュジー・ソリドール　226人の画家はなぜ彼女を描いたのか？（BSジャパン、2009年12月19日）
- 出川哲朗のリアルガチ（ナレーター）
- A×A【ダブルA】（アナウンス部長として不定期出演）
- ウオッチ!7（キャスター）
- ふるさとにっぽんの祭り（BSテレビ東京　ナレーター、2013年3月～12月）
- Eネ！（ナレーター）

## 著書・その他
- 「闘うジャーナリストたち～『国境なき記者団』の挑戦」（岩波書店、2004年）[6]
- 「『国境なき記者団』の精神と活動」（総合ジャーナリズム研究、2005年）
- 「東京裁判　フランス人判事の無罪論」（文藝春秋、2012年）[7]
- 「太平洋戦争の新常識」（共著、PHP研究所、2019年）[8]
- 「歴史街道」東京裁判の真実　男たちが守り抜いたもの『ベルナール　孤高の判事はなぜ無罪を主張したのか』（PHP研究所、2018年）[9]
- Amazon Audible　「FACTFULNESS 10の思い込みを乗り越え、データを基に世界を正しく見る習慣」（ナレーション、2020年）[10]
- LE PROCES DE TOKYO－LE PLAIDOYER DU JUGE FRANCAIS POUR L'INNOCENCE（EDITIONS DU DRAPEAU BLANC 2023 ）[11]